# Медиум (опера)
«Ме́диум» (англ. The Medium) — опера на музыку, слова и либретто Джанкарло Менотти. Написана по заказу Колумбийского университета, где состоялось первое слушание 8 мая 1946 года. Первые профессиональные выступления состоялись 18—20 февраля 1947 года в театре «Хекшер» в Нью-Йорке, США. Премьера проходила вкупе с другой оперой Менотти — «Телефон, или Любовь на троих». Бродвейская постановка стартовала в театре «Этель Берримор» 1 мая с тем же составом артистов.

## Действующие лица
| Роль               | Голос         | Премьерный состав (18 февраля 1947) Дирижёр: Яша Зайде |
| ------------------ | ------------- | ------------------------------------------------------ |
| Моника             | сопрано       | Эвелин Келлер                                          |
| Тоби               | танцор        | Лео Колеман                                            |
| Мадам Флора (Баба) | контральто    | Мари Пауэрс                                            |
| Г-жа Гобино        | сопрано       | Беверли Дам                                            |
| Г-н Гобино         | баритон       | Франк Роджир                                           |
| Г-жа Нолан         | меццо-сопрано | Вирджиния Билер                                        |

## Адаптации
В 1951 году вышла одноимённая экранизация оперы на итальянском языке. Режиссёром фильма выступил сам Джанкарло Менотти. По мнению Зигфрида Кракауэра авторская адаптация этой оперы представляет собой пример «столкновения между реализмом кинематографа и магией оперы»: «Фильм Менотти — это бесплодная попытка сочетать методы творчества, исключающие друг друга по историческим, социальным и эстетическим причинам. А у тонко чувствующего зрителя или слушателя зрелище такого насильственного сплава разных выразительных средств способно вызвать ощущение, будто его самого разрывают на части».

## Награды и номинации
| Год  | Премия | Категория           | Номинант(ы)      | Результат |
| ---- | ------ | ------------------- | ---------------- | --------- |
| 1948 | «Тони» | Лучший дизайн сцены | Гораций Армистед | Победа    |